# Liste der Träger des Großen Silbernen Ehrenzeichens mit dem Stern für Verdienste um die Republik Österreich seit 1952
In dieser nicht vollständigen Liste sind Besitzer des Großen Silbernen Ehrenzeichens mit dem Stern für Verdienste um die Republik Österreich (1952) mit kurzen Angaben zur Person und, wenn bekannt, zum Anlass der Verleihung aufgeführt.
Bei den Berufs- bzw. Funktionsbezeichnungen ist der Einheitlichkeit halber immer der erlernte Beruf (falls relevant, sonst der zum Zeitpunkt der Verleihung ausgeübte Beruf) und nachstehend die Funktion, gereiht nach politischer Ebene, angegeben.
Die Einträge sind, falls bekannt, nach dem Verleihungsjahr oder der Veröffentlichung sortiert, innerhalb des Jahres alphabetisch, die Jahresangaben haben aber aufgrund der verschiedenen Quellangaben eine Unschärfe, da die Zeit vom Antrag über die Verleihung bis zur Bekanntmachung mehrere Monate betragen kann.
Eine – teils unvollständige – Liste findet sich in einer Anfragebeantwortung des Bundeskanzlers:

## Träger
- Richard Coudenhove-Kalergi, Schriftsteller, Gründer der Paneuropa-Union (1962)
- Katharine Elliot, Baroness Elliot of Harwood, britische Politikerin (1963)
- Hans Kelsen, Rechtswissenschaftler (1967)
- Rudolf Sallinger, Abgeordneter zum Nationalrat von 1966 bis 1990 und Präsident der Bundeswirtschaftskammer von 1965 bis 1990 (1967)
- Karl Zillner, Zweiter Präsident des Salzburger Landtags (1980)
- Leopold Bill von Bredow, deutscher Jurist und Diplomat (1982)
- Karl Halbmayer, Sektionschef im Bundesministerium für Verkehr (1982)
- Otto Hezina, Sektionschef im Bundesministerium für Verkehr (1982)
- Werner Hinterauer, Senatspräsident am Verwaltungsgerichtshof, Mitglied des Verfassungsgerichtshofs (1983)
- Hélène Ahrweiler, griechisch-französische Byzantinistin und Bildungsfunktionärin (1984)
- Helga Hieden-Sommer, Soziologin, Abgeordnete zum Nationalrat und Bundesrat (1987)
- Rudolf Machacek, Rechtsanwalt, Mitglied des Verfassungsgerichtshofs (1993)
- Max Weiler, Maler (1995)
- Walter Fremuth, Manager der Bank- und Energiewirtschaft (1995)
- Manfred Mautner Markhof, Industrieller und Politiker (1997)
- Günther Granser, Verbandspräsident (1998)
- Valderas Canestro, Generalstabschef der spanischen Streitkräfte (1999)
- Ilse Mertel, Politikerin (1999)
- Richard Schenz, Manager, Generaldirektor der OMV (1999)
- Ingrid Tichy-Schreder, Politikerin (1999)
- Jakob Mayr, Weihbischof der Erzdiözese Salzburg (2000)
- Sigurd Bauer, Staatsbeamter (2001)
- Gerlinde Manz-Christ, Diplomatin (2001)
- Achim Kann, Aufsichtsratsvorsitzender der deutschen Vereinigte Haftpflichtversicherung V.a.G (2002)
- Nicolas Hayek, schweizerischer Unternehmer (2003)
- Peter Karner, reformierter Theologe (2003)
- Gisela Wurm, Juristin und Politikerin (2005)
- Heinrich Bolleter, Bischof der Evangelisch-Methodistischen Kirche (2006)
- Erika Stubenvoll, Politikerin (2006)
- Magda Bleckmann, Politikerin (2007)
- Helmut Krätzl, katholischer Weihbischof der Erzdiözese Wien (2007)
- Ewald Lindinger, Bürgermeister von Micheldorf seit 1991 und Bundesrat (2007)
- Peter Mitterer, Mitglied des Bundesrates (2007)
- Maria-Elisabeth Schaeffler, deutsche Unternehmerin und Gesellschafterin des Weltkonzerns Schaeffler KG (2007)
- Leo Wallner, österreichischer Manager und Sportfunktionär (2007)
- Reinhard Eugen Bösch, Politiker (2008)
- Roland Ertl, General und Chef des Generalstabes, somit höchster Offizier des Österreichischen Bundesheeres von 2002 bis 2007 (2008)
- Harald Krammer, Präsident des Oberlandesgerichtes für Wien (2008)
- Kassian Lauterer, Abt (2008)
- Sissy Roth-Halvax, Politikerin, Bundesrätin (2008)
- Jakob Auer, Politiker (2009)
- Hans Ager, Politiker (2009)
- Laurent Beaudoin, kanadischer Geschäftsmann (2009)
- Gottfried Kneifel, Journalist und Politiker (2009)
- Eva Nowotny, Diplomatin (2009)
- Klaus Töpfer, deutscher Politiker (2009)
- Werner Zögernitz, Jurist und Politiker (2009)
- Georg Brunnhuber, deutscher Politiker (2010)
- Peter Krömer, Präsident der Generalsynode der Evangelischen Kirche A. u. H. B. in Österreich (2010)
- Marcel Reimen, Präsident des Aufsichtsrates der EU-Drogenbeobachtungsstelle in Lissabon (2010)
- Werner Seif, Landesamtsdirektor im Amt der NÖ Landesregierung (2010)
- Amedeo Teti, Leiter der Generaldirektion für Handelspolitik im Ministerium für Industrie und Außenhandel der italienischen Republik (2010)
- Renate Csörgits, Nationalratsabgeordnete und Bundesfrauenvorsitzende des ÖGB (2011)
- Edmund Entacher, General und Chef des Generalstabes, somit höchster Offizier des Österreichischen Bundesheeres von 2007 bis 2013 (2013)
- Anna Rieder, Politikerin, steirische Landesrätin (2013)
- Michael Göschelbauer, Bundesrat
- Albrecht Konecny, Politiker
- Engelbert Niebler, deutscher Jurist
- Karl Öllinger, Politiker
- Hans Pitschmann, Politiker
- Georg Schwarzenberger, Politiker
- Herbert Schambeck, Politiker
- Heidrun Silhavy, Politikerin
- Ernst Sucharipa, Diplomat
- Wendelin Wiedeking[2]
- Walter Homolka, Rabbiner
- Dagmar Belakowitsch, Politikerin (2017)[3]
- Eleonore Berchtold-Ostermann, Mitglied des Verfassungsgerichtshofs (2017)[4]
- Rudolf Müller (2017)[4]
- Walter Rothensteiner, Bankmanager (2017)[5]
- Erwin Franz Müller, Unternehmer, Gründer der Drogeriemarktkette Müller (2018)[6]
- Hermann Schultes, Politiker und Präsident der Österreichischen Landwirtschaftskammer (2018)[7]
- Max Kothbauer, bis August 2018 Vizepräsident der Oesterreichischen Nationalbank (2018)[8]
- Christine Muttonen, Politikerin (2019)[9]

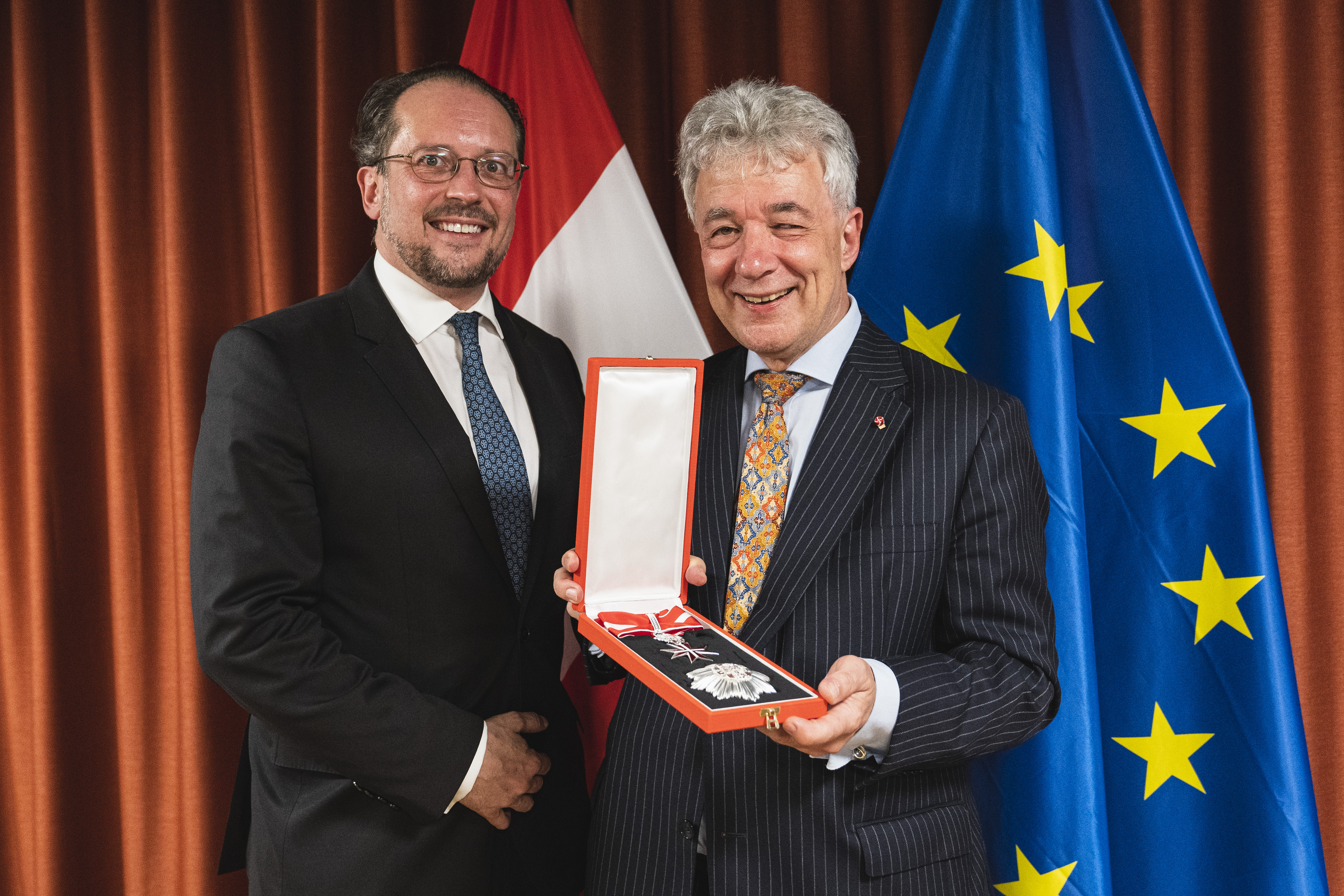
Alexander Schallenberg, Thomas Mayr-Harting

- Thomas Mayr-Harting, Diplomat (2019)[10]
- Harald Vilimsky, Politiker (2019)
- Valie Export, Künstlerin (2022)
- Anton Zeilinger, Wissenschaftler (2022)[11]
- Reinhard Ploss, Manager (2023)[12]
- Franz Majcen, Politiker (2024)[13]